# Хоббіт: Битва п'яти воїнств
«Хоббіт: Битва п'яти воїнств» (англ. The Hobbit: The Battle of the Five Armies) — третя та фінальна частина кінотрилогії «Хоббіт» режисера Пітера Джексона, знятої на основі казкового роману «Гобіт, або Туди і звідти» Дж. Р. Р. Толкіна. У фільмі розповідається про події, що відбуваються в королівстві Еребор після того, як гноми розбудили гігантського дракона Смога, що тепер летить до Озерного міста, щоб знищити його. Тим часом величезна армія орків під командуванням Азога наближається, загрожуючи почати похід по всьому Середзем'ю.
Як і попередні частини трилогії, «Битва п'яти воїнств» знімалася камерами RED Epic з роздільною здатністю високої чіткості та частотою 48 кадрів на секунду. Враховуючи правове врегулювання, досягнуте між Крістофером Толкіном і Пітером Джексоном, стрічка стала останньою екранізацією літературного світу Толкіна.
Вихід фільму в прокат відбувся 17 грудня 2014 року в США й 11 грудня ― в Новій Зеландії та Україні. Його касові збори склали 962 млн $, що робить «Битву п'яти воїнств» другим найуспішнішим фільмом 2014 року.

## Сюжет
Події фільму починаються відразу ж після закінчення фільму «Хоббіт: Пустка Смога». Розлючений дракон Смог летить у бік Есгарота, Озерного Міста, з метою знищити його дощенту, вважаючи, що жителі міста допомогли Торіну Дубощиту, Більбо Беггінсу і решті гномів проникнути в Еребор. Одночасно Тауріель рятує дітей Барда і разом з Кілі і його супутниками намагається втекти зі знищуваного драконівським вогнем міста. Водночас, заарештований за наказом Бургомістра Бард Лучник, вибирається з в'язниці якраз в момент нападу дракона. У невеликій сутичці йому все-таки вдається вбити Смог, поціливши Чорною стрілою в єдине місце, не приховане бронею. Тіло дракона падає на човен бургомістра, убивши його. Озерне Місто, тим не менш, знищене. Бард стає на чолі народу Есгарота і переконує людей повернутися в Долл, звідки люди втекли після першого нападу Смога в давнину. Він вірить, що Торін дотримає свого слова і дасть частку багатств Ереборові для відбудови Долла. Вцілілий бургомістр втратив владу, хоча й сподівається повернути її завдяки золоту гномів.
Разом з іншими гномами Кілі йде за загоном Торіна Дубощита. Він добирається до Гори, де Більбо розповідає йому і його супутникам, що спадкоємець престолу зазнав тієї ж хвороби, що і його дід Трор свого часу, — під впливом незліченних скарбів ним заволоділа жадоба багатства. Як новий Король-під-Горою, Торін наказує замурувати вхід до міста, щоб ніхто не зазіхав на його скарби. Він посилає гномів шукати головну коштовність — Горикамінь, який Більбо переховує, боячись, що від нього Торін збожеволіє остаточно.
Водночас Ґендальф все ще перебуває в полоні у Саурона в Дол-Гулдурі. Мага рятує королева ельфів Геладріель, яка використовує власний Перстень — Ненью. Вона і Ґендальф зазнають нападу Примар Персня — назгулів на чолі з Королем-Чаклуном, але на допомогу несподівано приходять Елронд і Саруман. У сутичці їм вдається здолати Примар Персня. Але несподівано перед ними постає Саурон, Геладріель чаклунством виганяє його і назгулів з Дол-Гулдура, але всі розуміють, що перемога недовга. Король Елронд пропонує попередити людську державу Гондор про небезпеку, але Саруман перешкоджає цьому, запевняючи, що він сам розбереться з Сауроном. Радагаст відвозить Ґендальфа до себе додому, звідти Ґендальф їде до гори Еребор.
Азог Осквернитель веде армію орків до Одинокої Гори і дорогою зустрічає свого сина Больга. Той попереджає про потужну армію ельфів під проводом Трандуїла, яка прямує до Еребора, щоб забрати частку скарбу. Прослідкувавши за воєначальником Осквернителя, Леголас і Тауріель бачать його величезну армію, проти якої ельфам не встояти.
Армія Трандуїла прибуває до Одинокої Гори з вимогою віддати забрані в давнину гномами коштовності. Бард вирушає до Торіна переконати його віддати належне ельфам, щоб справа не дійшла до війни. Та Торін, засліплений жадобою багатства, відмовляється ділитися. Трандуїл об'єднується з людьми, щоб забрати скарби силою.
Друзі Торіна не згодні з поведінкою свого короля, але мусять слухатися і готуватися до бою. Торін дарує Більбо міфрилову кольчугу, яку Більбо передасть потім Фродо. В цей же час Ґендальф прибуває до руїн Долла, де зустрічає хобіта. Більбо передає Трандуїлу і Бардові потай викрадений Горикамінь. Наступного дня Королю-під-Горою висувають ультиматум — йому повертають Горикамінь в обмін на золото для народу Барда і коштовності, що належать ельфам. Торін не вірить, що камінь справжній, тоді Більбо зізнається, що викрав його як обіцяну свою частку. Розлючений Дубощит ледве не скидає хобіта зі стіни, але тут наближається військо гномського короля Залізних гір Даїна, викликане ним на підмогу.
Гендальф намагається переконати Даїна не воювати, адже наближається військо орків, яке знищить їх усіх, коли не об'єднатися. В цю мить з-за гір нападають орки. Трандуїл, дослухавшись до Ґендальфа, допомагає гномам, які опиняються під ударом. Торін у цей час хвилюється тільки за золото. Роздумуючи над почутим від своїх побратимів і предків, він усвідомлює, що загине, коли не пересилить свої гординю і жадібність. Разом зі своїми гномами він приходить на допомогу армії Даїна, а потім разом з Філі, Кілі та Дваліном вирушає до Воронячої Скелі, щоб знищити очільника орчої армії Азога та помститися йому за смерть батька.
У цей же час Тауріель і Леголас попереджають Трандуїла про другу орчу армію, яку веде Больг. Але той відмовляється продовжувати битву, вважаючи, що вже занадто багато ельфів загинуло в цій битві, і не пускає у бій Тауріель. Більбо вирушає попередити Торіна про військо Больга попереду. Азог вбиває Філі на очах у Торіна. Король-під-Горою вступає у фінальну сутичку з найлютішим ворогом, у той же час Тауріель зазнає нападу Больга. Кілі встає на її захист, але гине від рук орка. Леголас вступає в сутичку з Больгом і вбиває його.
У Битву п'яти воїнств вступають Радагаст, Великі Орли та Беорн, завдяки чому орків вдається здолати. У жорстокій сутичці на замерзлому водоспаді Азог програє Торіну, та це виявляється підступним обманом. Він несподівано нападає вдруге, завдавши смертельної рани. Однак і Торін встигає вбити свого ворога, здійснивши цим помсту. Помираючи, Торін просить вибачення у Більбо за свою поведінку в Ереборі.
Люди повертаються в Долл, а гноми готують святкування. Більбо вирішує тихо піти, але обіцяє гномам, що буде радий бачити їх в себе вдома, в Ширі. Леголас покидає свого батька, щоб вирушити на пошуки молодого вождя дунедайнів, якого всі знають як Мандрівника, а Тауріель горює над тілом закоханого в неї гнома Кілі. Більбо разом з Ґендальфом вирушають у Шир.
На кордоні із Широм Ґендальф розповідає, що весь цей час знав про Перстень, який Більбо знайшов в печерах Голлума. Однак, він ще не знає про його сутність. Після повернення Більбо виявляє, що його родичі Саквиль-Беггінси влаштували розпродаж його майна, думаючи, що Більбо вже мертвий. Хобіт проганяє докучливих родичів, але ті вимагають документа, який підтвердив би особу Більбо. Той показує договір з Торіном про його найм як викрадача. На питання хто такий Торін він відповідає — друг.
Минає 61 рік, Більбо виповнюється 111 років, він сидить у себе вдома, розглядаючи Перстень. У двері хтось стукає, це виявляється Ґендальф, чим починаються події «Володаря Перснів».

## Творча команда
- Режисер — Пітер Джексон;
- Сценарій — Френ Волш, Філіпа Боєнс, Пітер Джексон, Гільєрмо дель Торо, на основі «Гобітта» Дж. Р. Р. Толкіна
- Продюсери — Керолін Каннінгем, Пітер Джексон, Френ Уолш
- Оператор — Ендрю Лесні;
- Монтаж — Джебез Оллс[en];
- Художник-постановник — Ден Хенна;
- Художник-декоратор — Ра Вінсент;
- Художники по костюмах — Боб Бак, Енн Мескрі, Річард Тейлор;
- Композитор — Говард Шор.

## У ролях
| Актор                  | Персонаж                                                                 | Роль                     |
| ---------------------- | ------------------------------------------------------------------------ | ------------------------ |
| Мартін Фріман Ієн Голм | Більбо Беггінс англ. Bilbo Baggins                                       | гобіт                    |
| Іен Маккеллен          | Гендальф англ. Gandalf the Grey                                          | маг                      |
| Річард Армітедж        | Торін Дубощит англ. Thorin Oakenshield II                                | гном, лідер групи гномів |
| Орландо Блум           | Леголас англ. Legolas Greenleaf                                          | ельф                     |
| Еванджелін Ліллі       | Тауріель англ. Tauriel                                                   | ельфійка                 |
| Бенедикт Камбербетч    | Смог/Саурон Некромант англ. Smaug the Magnificent/Sauron the Necromancer | айнур                    |
| Лі Пейс                | Трандуїл англ. Thranduil                                                 | король лісових ельфів    |
| Люк Еванс              | Бард Лучник англ. Bard the Bowman                                        | людина                   |
| Ейдан Тернер           | Кілі англ. Kíli                                                          | гном                     |
| Дін О'Горман           | Філі англ. Fíli                                                          | гном                     |
| Джед Брофі             | Норі англ. Nori                                                          | гном                     |
| Пітер Гемблтон         | Ґлоїн англ. Glóin                                                        | гном, батько Ґімлі       |
| Джеймс Несбіт          | Бофур англ. Bofur                                                        | гном                     |
| Ману Беннетт           | Азог англ. Azog                                                          | вождь орків              |
| Кейт Бланшетт          | Ґаладріель англ. Galadriel                                               | ельфійка                 |
| Г'юго Вівінг           | Ельронд англ. Elrond                                                     | напівельф                |
| Крістофер Лі           | Саруман Білий англ. Saruman the White                                    | лідер магів              |
| Сильвестр Маккой       | Радаґаст Бурий англ. Radagast the Brown                                  | маг                      |
| Біллі Конноллі         | Дайн II Залізна нога англ. Dáin II Ironfoot                              | гном                     |
| Мікаел Персбрандт      | Беорн англ. Beorn                                                        | людина-перевертень       |
| Стівен Фрай            | Майстер Озерного міста англ. Master of Lake-town                         |                          |
| Марк Мітчинсон         | Брага англ. Braga                                                        | капітан Озерного міста   |

## Український дубляж
- Олесь Гімбаржевський — Більбо
- Юрій Висоцький — Старий Більбо
- Олександр Ігнатуша — Ґендальф
- Михайло Жонін — Торін
- Андрій Самінін — Бард
- Світлана Шекера — Тауріель
- Іван Розін — Леґолас
- Андрій Твердак — Трандуїл
- Ольга Сумська — Ґаладріель
- Ігор Волков — Елронд
- Віталій Дорошенко — Саруман
- Дмитро Гаврилов — Кілі
- Андрій Федінчик — Філі
- Андрій Альохін — Норі
- Дмитро Бузинський — Орі
- Анатолій Зіновенко — Дорі
- Василь Мазур — Ґлойн
- Анатолій Барчук — Ойн
- Михайло Кукуюк — Двалін
- Сергій Солопай — Бомбур
- Дмитро Вікулов — Біфур
- Михайло Войчук — Бофур
- Євген Малуха — Балін
- Микола Боклан — Даін
- Андрій Мостренко — Дракон Смог
- Олег Лепенець — Бурґомістр
- Дмитро Завадський — Альфред
- Максим Кондратюк — Радаґаст
- А також: Євген Пашин, Ксенія Любчик, Олена Узлюк, Анатолій Пашнін та інші.

Фільм дубльовано студією «Postmodern» у 2014 році.
- Перекладач — Роман Дяченко
- Режисер дубляжу — Анна Пащенко
- Звукорежисер — Олександр Мостовенко
- Звукорежисер перезапису — Максим Пономарчук

## Критика
Фільм отримав загалом позитивні відгуки: Rotten Tomatoes дав оцінку 69 % на основі 49 відгуків від критиків (середня оцінка 6,7/10). Загалом на сайті фільми має позитивний рейтинг, фільму зарахований «стиглий помідор» від кінокритиків, Metacritic — 62/100 (13 відгуків критиків). Загалом на цьому ресурсі від критиків фільм отримав позитивні відгуки.
Олекса Мельник на ресурсі «PlayUA» поставив фільму 96/100, сказавши, що «навіть попри, здається, зумисні спроби наших недолугих перекладачів спаскудити стрічку „Гобіт: Битва п'яти військ“ — це все одно найграндіозніше кіно про Середзем'я. Пітерові Джексону вдалося знову відтворити й вдосконалити світ Джона Толкіна. Батальні сцени викликають легке запаморочення, а від повернення Більбо додому трішки мокріють очі».